# دوزدوزان
دوزدوزان (بالفارسية: دوزدوزان) هي Iranian National Heritage تقع في إيران في Mehraban District. يقدر عدد سكانها بـ 3,557 نسمة وترتفع عن سطح البحر 1,661 متر.